# Álex Martín (wielrenner)
Álex Martín Gutiérrez (25 januari 2000) is een Spaans wielrenner die anno 2022 rijdt voor EOLO-Kometa.

## Carrière
In 2018 won Martín de Ain Bugey Valromey Tour, een Franse juniorenkoers, en werd hij negende op het nationale kampioenschap tijdrijden voor junioren. Het jaar erna werd hij opgenomen in de opleidingsploeg van EOLO-Kometa.
In 2021 werd Martín zesde in het eindklassement van de Ronde van de Aostavallei, op vijfenhalve minuut van winnaar Reuben Thompson. Het jaar erop maakte hij de overstap naar de hoofdmacht van EOLO-Kometa. Zijn debuut voor de ploeg maakte Martín in de Grote Prijs Miguel Indurain, waar hij in de vroege vlucht zat. Later dat jaar werd hij onder meer twintigste in het eindklassement van de Adriatica Ionica Race.

## Overwinningen
2018
Eindklassement Ain Bugey Valromey Tour
2024
Bergklassement Boucles de la Mayenne

## Resultaten in voornaamste wedstrijden
|      | \| Jaar \| Strade Bianche \| \| ---- \| -------------- \| \| 2024 \| opgave \| \| 2025 \| opgave \| |
| Jaar | Strade Bianche                                                                                      |
| 2024 | opgave                                                                                              |
| 2025 | opgave                                                                                              |

## Ploegen
- 2022 –  EOLO-Kometa
- 2023 –  EOLO-Kometa
- 2024 –  Polti-Kometa
- 2025 –  Team Polti VisitMalta

Albanese · Bais · Bevilacqua · Christian · Dina · Fancellu · Fedeli (vanaf 20/6) · Fetter · Fortunato · García · Gavazzi · Grávalos · Lonardi · Maestri · Á. Martín · D. Martín · Ravasi · Rivi · Ropero · Rosa · Sevilla · Viegas · Montoli (stagiair) · Muñoz (stagiair) · Pietrobon (stagiair)
Albanese · D. Bais · M. Bais · Bevilacqua · Fancellu · Fetter · Fortunato · Garosio · Gavazzi · Lonardi · Maestri · Á. Martín · D. Martín · Pietrobon · Piganzoli · Raccani (tot 9/8) · Rivi · Serrano · Sevilla · Tercero · De Cassan (stagiair) · Muñoz (stagiair)
D. Bais · M. Bais · De Cassan · Double · Fabbro · Fetter · Garosio · Gómez · Lonardi · Maestri · Á. Martín · D. Martín · Muñoz · Peñalver · Pietrobon · Piganzoli · Restrepo · Serrano · Sevilla · Tercero · Bagnara (stagiair) · Buttigieg (stagiair)  · Raccagni (stagiair)